# Ущелье

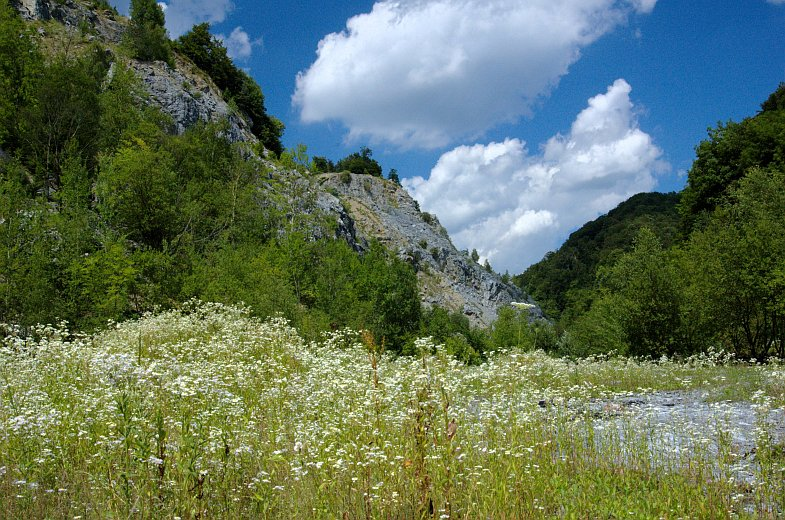
Стрмина, Малые Карпаты (Словакия)

Уще́лье (от «щель», «расщелина между горами») — глубокая горная долина с отвесными неприступными склонами. Ущелье образуется, когда река промывает щель в горном массиве. В отличие от каньона, в ущелье дно не полностью занято рекой (другую часть дна часто занимает лес), поэтому ущелья нередко выполняют функцию естественного перевала в горах.
На рельефах с пологими склонами аналогом ущелья является распадок между сопками или горами, горными хребтами.
Как правило, в ущельях сохраняется угроза схода лавин и селевых потоков, катастрофических подвижек ледников, камнепадов, обвалов и оползней горных пород, дождевых и сезонных паводков.

## Известные ущелья
- Баксанское — важный проход с шоссейной дорогой вдоль реки Баксан с равнины к подножию горы Эльбрус в популярный туристический район, называемый Приэльбрусьем.
- Дарьяльское — важнейший проход через Главный Кавказский хребет, где проложена Военно-Грузинская дорога.
- Самария — живописное ущелье в горах Лефка-Ори на юго-западной оконечности острова Крит; популярный туристический объект.
- Ущелье реки Бартанг — местность в горах Памира, где во время землетрясения 1911 года в результате обвала горных пород со склона ущелья образовался Усойский завал и появилось озеро, названное Сарезским, одно из красивейших мест Таджикистана.
- Ущелье реки Малая Алматинка — проход в горах Тянь-Шаня, где расположен спортивный комплекс «Медео».